# (524) Fidelio
(524) Fidelio – planetoida z pasa głównego asteroid okrążająca Słońce w ciągu 4 lat i 192 dni w średniej odległości 2,63 j.a. Została odkryta 14 marca 1904 roku w Landessternwarte Heidelberg-Königstuhl, w Heidelbergu przez Maxa Wolfa. Nazwa planetoidy pochodzi od pseudonimu Leonory w jedynej operze Ludwiga van Beethovena, Fidelio. Przed jej nadaniem planetoida nosiła oznaczenie tymczasowe (524) 1904 NN.